# فايرستورم (قصص مصورة)
فايرستورم (بالإنجليزية: Firestorm) هو اسم للعديد من شخصيات الأبطال الخارقين الذين يظهرون في القصص المصورة التي تنشرها دي سي كومكس. من ابتكار كل من الرسام آل ميلغروم والكاتب جيري كونواي. ظهر للمرة الأولى في مارس 1978. النسخة الأولى من الشخصية كان عبارة عن اندماج شخصيتين خياليتين هما روني ريمون ومارتن شتاين. ظهرت النسخة الثانية من الشخصية في 1990 والنسخة الثالثة 2004.
تتميز الشخصية بالقدرة على الطيران وقذف اللهب.